# اورینتال اویل کیش
اورینتال اویل کیش یا کیش اورینتال یک شرکت نفتی ایرانی است.
این شرکت در قرارداد پروژه فازهای ۹ و ۱۰ طرح توسعه میدان گازی پارس جنوبی برنده شده‌بود و با شرکت هالیبرتون نیز همکاری داشته‌است.
نام این شرکت در تاریخ ۲۵ اکتبر ۲۰۰۷ ازطرف وزارت خزانه دار ی آمریکا در فهرست تحریمهای ایالات متحده قرار گرفت:
سیروس ناصری قبلاً عضو هیئت مدیره این شرکت بوده‌است.